# Teatrzyk Zielona Gęś

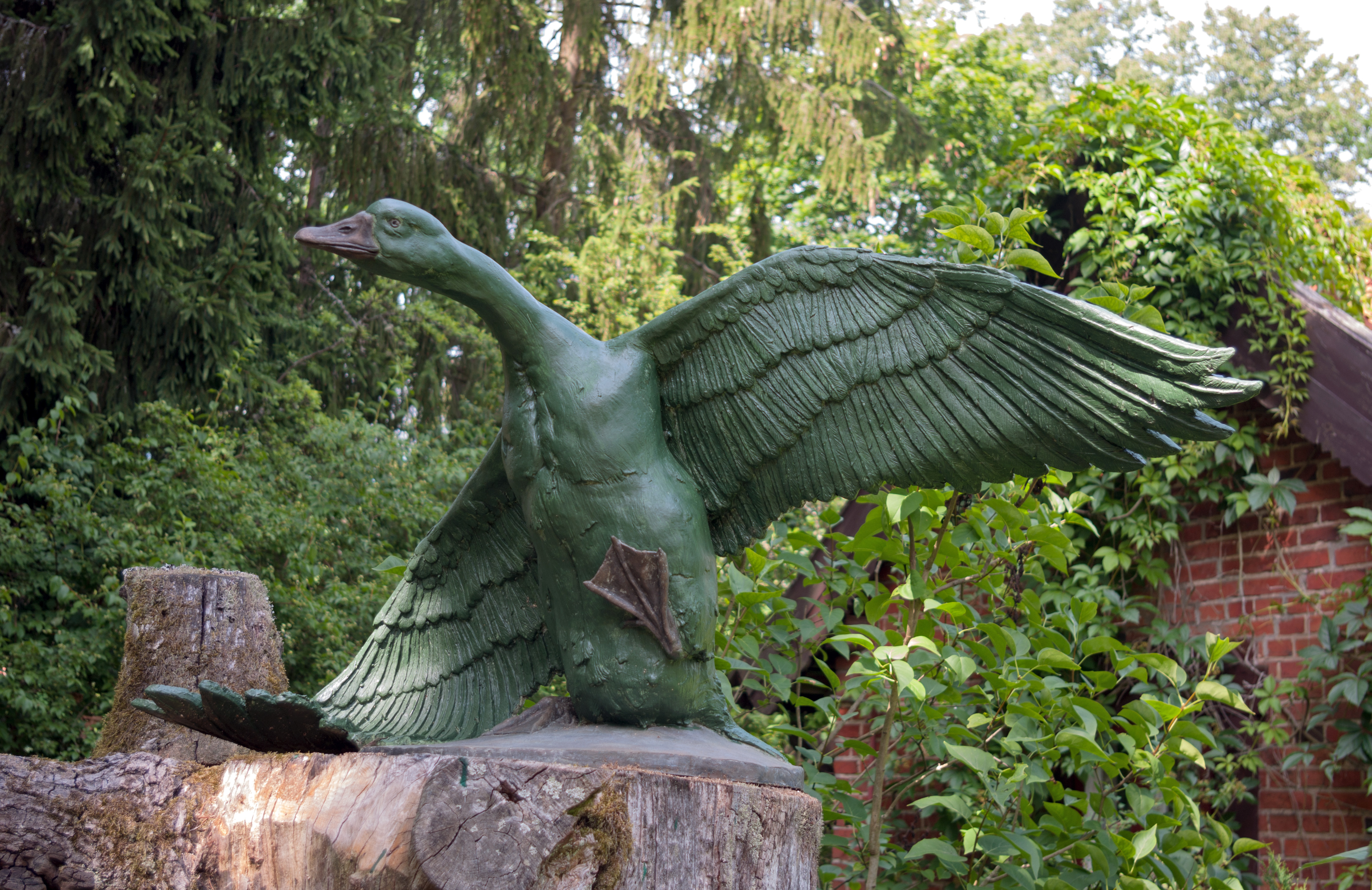
Pomnik Zielonej Gęsi przy Muzeum Konstantego Ildefonsa Gałczyńskiego w Praniu

Teatrzyk Zielona Gęś – miniatury dramatyczne Konstantego Ildefonsa Gałczyńskiego, w których obecny jest groteskowy dowcip oraz absurdalne poczucie humoru. Utwory wchodzące w skład później zebranego tomiku stylizowane były na scenariusze scenek rodzajowych i bazowały na pojęciu gagu.
„Teatrzyk Zielona Gęś” miał swoją premierę w 1946 roku. Scenki z „Zielonej Gęsi” publikowane były w tygodniku „Przekrój”. „Najmniejszy teatrzyk świata” zdobył wielką popularność i uznanie. Konstanty Ildefons Gałczyński w swoim „Teatrzyku” stworzył postacie barwne, odzwierciedlające cechy Polaków, groteskowe i śmieszne w swoich działaniach. Najważniejsi bohaterowie to: Hermenegilda Kociubińska – poetka, twórczyni „balkonizmu”, Alojzy Gżegżółka – szczery młodzieniec uwydatniający wady społeczeństwa, Fafik – pies redakcyjny, wierny „Zielonej Gęsi”, Osiołek Porfirion (postać zaczerpnięta z wcześniejszej powieści Porfirion Osiełek) – mistrz puenty, Piekielny Piotruś – cudowne dziecko, oraz Profesor Bączyński – artysta, angelolog. Ważną rolę odgrywa również „Chór Polaków” – są to głosy przeciwników „Zielonej Gęsi” oraz głos „Społeczeństwa”, który reprezentuje naród polski. W swoich teatrzykach Gałczyński wybitnie przedstawił obraz Polski, wykpił przywary Polaków i ich zaniedbania. Z humorem wytknął skłonność do idealizacji historii, przesadną dumę i wiarę w tradycję, a przede wszystkim potępił ludzką głupotę. W swoich teatrzykach poeta posługiwał się również postaciami z literatury czy historii, z humorem zmieniając bieg wydarzeń i podważając to, co dotychczas niepodważalne. Czytamy więc o Hamlecie idiocie, Ewie, która nie dała jabłka Adamowi w raju, Locie, który rozpuścił swoją żonę z soli. Mimo że „Teatrzyk Zielona Gęś” to krzywe zwierciadło rzeczywistości, to miał motywować Polaków do działania i odbudowy kraju, kształtować u czytelników dobre postawy.
„Zielona Gęś” liczy ponad 160 utworów i ukazywała się do roku 1950.